# Col de la Rocheure
Guécées de Tignes
Le col de la Rocheure ou Guécées de Tignes, anciennement orthographié Quécées de Tignes, est un col de France situé en Savoie, dans le massif de la Vanoise.

## Géographie
S'élevant à 2 911 mètres d'altitude, il est dominé par la pointe de la Sana (3 436 m) à l'ouest et la pointe du Pisset (3 033 m) et la pointe de Méan Martin (3 330 m) au sud-est. Juste au sud du col se trouve le lac de la Rocheure, source du torrent du même nom. Il est franchi par un sentier de randonnée reliant Val-d'Isère via les Pissets ou le refuge du Fond des Fours dans le vallon de la Calabourdane au nord au secteur du Plan du Lac et du col de la Vanoise au nord de Termignon via le refuge de la Femma à l'ouest. En période hivernale, il est traversé par un itinéraire de ski de randonnée. Avec le col de la Leisse situé au nord-ouest, il est l'un des deux cols franchis par des sentiers de randonnée entre la Grande Motte au nord-ouest et la pointe de Méan Martin au sud-est, entre la Haute-Tarentaise au nord-est et la Maurienne au sud-ouest.
Le col est situé sur la nappe de Méan Martin constituée de schistes lustrés argileux du Jurassique supérieur et du Crétacé.

Vue depuis le col en direction du sud du lac de la Rocheure avec au loin de gauche à droite la pointe des Léchours et les pointes du Châtelard.

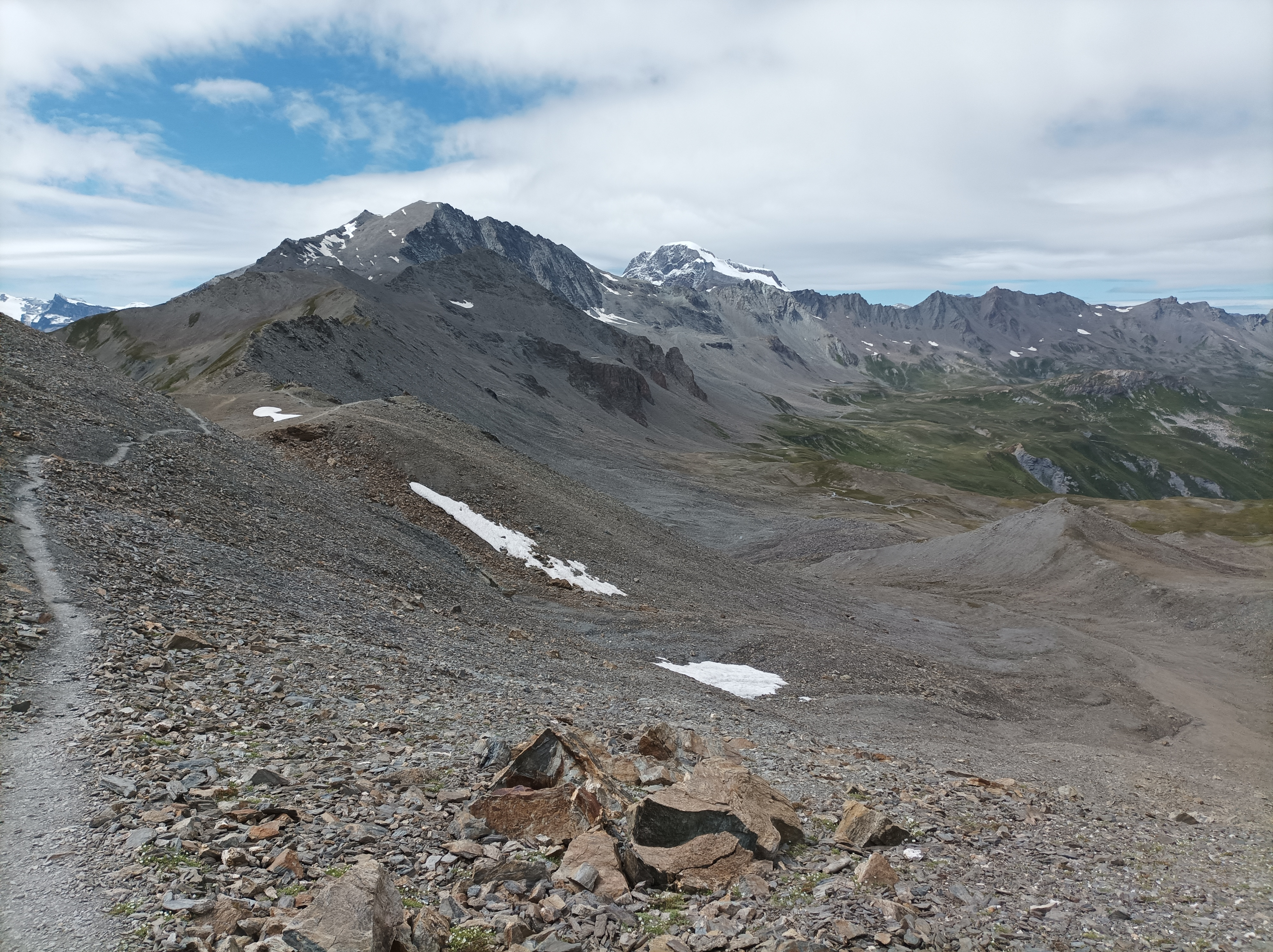
Vue depuis le col en direction du nord-ouest de la pointe de la Sana à gauche et de la Grande Motte au centre.

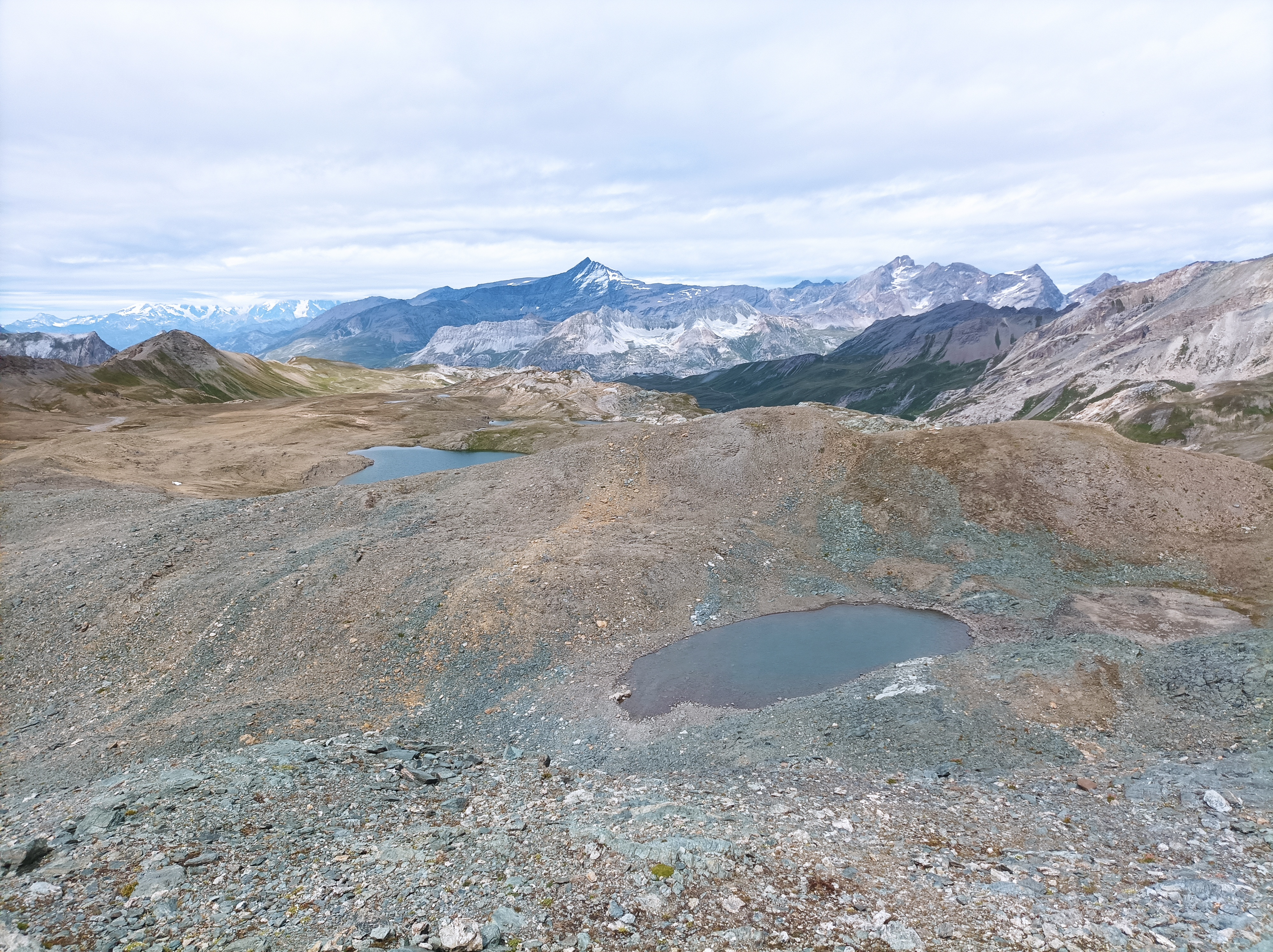
Vue depuis le col en direction du nord de l'aiguille de la Grande Sassière au centre.